# Licuala hainanensis
Licuala hainanensis là loài thực vật có hoa thuộc họ Arecaceae. Loài này được A.J.Hend., L.X.Guo & Barfod mô tả khoa học đầu tiên năm 2007.